# EmDrive

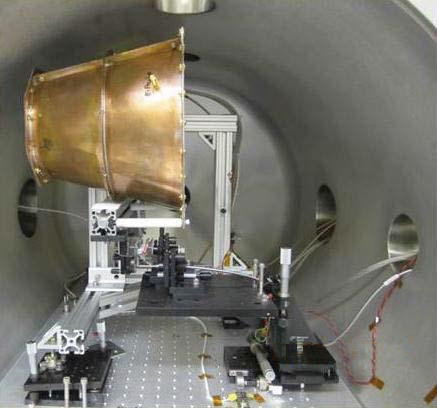
EmDrive

EmDrive는 영국의 과학자 로저 쇼이어(Roger Shawyer)박사가 개발했다고 주장했던 전자기파 추진기이다. 2006년 9월 8일자 뉴 사이언티스트 커버스토리에 실렸다.
구리로 만든 원뿔 모양의 밀폐된 공간 안에서 마이크로파가 이리 저리 반사되게 만든 장치로써 광자가 내벽에 벽에 부딪치는 것이 전부인데 추력이 발생한다고 주장하여 논란이 되었다.

## 역사
물리적인 추진제 없이 전력만으로 추력을 낼 수 있다는 주장 때문에 운동량 보존의 법칙을 위반하여 실제로 동작하지는 않을 것으로 추측되었지만, 독립된 실험 팀이 독자적으로 만든 실험장비에서 추력이 측정된다고 보고하면서 한동안 혼란을 낳았다.
큰 추력이 발생한다는 초기의 주장은 측정장비가 통제되지 않은 것으로 밝혀졌다. 진공 등 환경 통제 후에도 여전히 미미한 추력이 측정된다고 하였으나 추진기와 추력이 일치하지 않는 등 여전히 오류로 인한 착시로 여겨졌다.
최종적으로는 지구 자기장과 전선 구리의 상호작용으로 벌어진 현상으로 우주에서 사용할 수 없다는 것이 밝혀졌고, 잘 통제된 실험에서는 추력이 발생하지 않는다고 보고되었다.

## 같이 보기
- 카시미르 효과
- 언루 효과